# Efigjeni Kongjika
Efigjeni Kongjika (Tirana, 1946. december 29. –) albán biológus, növényfiziológus, mikrobiológus, biotechnológus, az Albán Tudományos Akadémia rendes tagja. Pályája során a növényfiziológia általános kérdéseitől a botanikai mikrobiológia és molekuláris genetika területén végzett kutatásokig számos területen ért el jelentős eredményeket. 1999-től 2007-ig a tiranai Biológiai Kutatóintézet igazgatója volt.

## Életútja
1964-től a Tiranai Egyetem hallgatója volt, tanulmányait 1968-ban fejezte be biológia-kémia szakon. Ezt követően 1978-ig az egyetem botanikai tanszékén növényélettant adott elő. 1978-tól a tiranai Biológiai Kutatóközpont tudományos munkatársa volt, 1982-től kutatóként folytatta a munkát a központban, új nevén Biológiai Kutatóintézetben. Ezzel párhuzamosan vendégtanárként oktatott a Tiranai Egyetem biológiai és biokémiai tanszékein, egyebek mellett a szobanövények élettani sajátosságai és növényi sejtélettan témakörökben. 1991-ben rövid ideig az élettani és mikrobiológiai tanszék vezetője volt. Kutatói és oktatói tevékenységével párhuzamosan 1988-tól 2007-ig tagja volt a Biológiai Kutatóintézet tudományos tanácsának, illetve 1993-tól 1997-ig az intézet igazgatóhelyettesi, 1994-ben kutatási igazgatói, majd 1999-től 2007-ig igazgatói feladatait látta el. 2008–2009-ben a Tiranai Egyetem biotechnológiai tanszékének kutatóprofesszora volt.
1997-ben a jénai Friedrich Schiller Növényélettani Intézet, 2001-ben a leccei, 2005-ben pedig a jénai tudományegyetem ösztöndíjasaként képezhette tovább magát a növényélettan és -genetika területén.
Kormányzati megbízásból 1999 és 2001 között a „Biotechnológia és biológiai diverzitás” munkacímű kutatási program mellé rendelt tudományos tanácsadó testület munkáját irányította. 2003-tól 2007-ig tagja volt a Regional Environmental Center for Central and Eastern Europe tiranai irodáját felügyelő igazgatótanácsnak. 2004 óta tagja a biológiai biztonságról szóló cartagenai jegyzőkönyv végrehajtásáért felelős irányítótestületnek.

## Munkássága
Kutatói pályája elején a növényfiziológia általános kérdéseivel foglalkozott, de behatóbban is vizsgálta a növényi fotoszintézis élettani vonatkozásait. 1975-ben a Tiranai Egyetemen megkezdett kandidatúrájának, és végül 1981-ben megvédett értekezésének témája a rádióhullámoknak a mezőgazdasági növényekre gyakorolt élettani és sejtbiológiai hatásainak vizsgálata volt. Pályája későbbi szakaszában a városi környezetben élő vagy légszennyezésnek kitett növényekben vizsgálta a környezet okozta stresszhatásokat és fiziológiai folyamatokat.
Az 1990-es évektől tudományos érdeklődése egyre inkább a növénytani mikrobiológia és a bioechnológia felé fordult, behatóan foglalkozott a mezőgazdasági kultúrnövények, gyümölcsfák in vitro és in vivo kísérletes szaporítási eljárásaival egyaránt. Kísérleteivel hozzájárult egyebek mellett az albániai éghajlathoz alkalmazkodó kivi nemesítéséhez. További kutatási eredmények fűződnek a nevéhez a növénybetegségek molekuláris genetikai okainak feltárása, a veszélyeztetett növényfajok genetikai erőforrásainak megőrzése, az Albániában honos növényfajok mag- és pollengyűjteményének létrehozása területén. 1999-től 2001-ig a leccei és bari egyetemekkel közösen lebonyolított, a mediterráneumi növényfajok megőrzését célzó projekt kutatási igazgatója volt.
2008-ban az Albán Tudományos Akadémia levelező, 2017-ben rendes tagjává választották, 2009 óta a Természettudományi és Műszaki Osztály tudományos titkára.
1999-től 2006-ig a Studime Biologjike szakfolyóirat főszerkesztőjeként tevékenykedett, ugyancsak 1999-től tagja az Albanian Journal of Natural and Technical Sciences című szaklap szerkesztőbizottságának. 2003-tól 2006-ig közreműködött a Fjalori terminologjik i botanikës (’Botanikai terminológiai szótár’), majd 2006-tól 2008-ig a Fjalori shpjegues i termave të botanikës (’Botanikai kifejezések értelmező szótára’) szerkesztési munkálataiban.